# Joe Trohman
Joseph Mark "Joe" Trohman (Hollywood, Florida; 1 de septiembre de 1984) es el guitarrista principal de la banda pop punk de Chicago, Fall Out Boy.

## Biografía
Joe nació en Hollywood, Florida sus padres son judío-americanos y asistió a la escuela hebrea. Su padre es cardiólogo. Trohman creció en Russell del sur, al este de Cleveland, Ohio, vivió allí durante 12 años, tocó el trombón en la banda de la escuela hasta que la secundaria empezó a tocar guitarra. Se fue a Winnetka, IL, un suburbio de Chicago cuando tenía 12 años. Asistió Colegio de Washburne, donde formó parte de varias bandas por diversión. Después de Washburne, asistió al Nuevo Instituto de Municipio de Trier. Durante estos años en el instituto formó parte de la audiofrecuencia el club visual, Nueva Red de Trier, así como tocó brevemente bajo en Arma Angelus con Pete Wentz como vocal. 
Trohman fundó Fall Out Boy con Pete Wentz. Ellos dos ya estaban "cansados" de la escena hardcore punk en la que habían participado integrando varias bandas en el área de Chicago, y quisieron empezar una banda más "influenciada por el pop". Trohman encontró a Patrick Stump en la Librería de Fronteras después de hablar de su gusto en común por la banda Neurosis.
Después del descanso indefinido de Fall Out Boy, se dedicó a trabajar en la banda The Damned Things junto a su compañero Andrew Hurley. 

## Influencias
Dice ser gran fan de Ray Toro, guitarrista del quinteto My Chemical Romance; en una entrevista a MuchMusic en Toronto, Canadá. Habla de "la perfecta combinación de guitarras estridentes y la armonización de los solos y coros que se necesita para componer una buena canción".

## Discografía
Con Fall Out Boy
- 2003: Take This to Your Grave
- 2005: From Under the Cork Tree
- 2007: Infinity on High
- 2008: Folie à Deux
- 2013: Save Rock and Roll
- 2015: American Beauty/American Psycho
- 2018: M A N I A
- 2023: So Much (For) Stardust

Con Arma Angelus
- 2001: Where Sleeplessness Is Rest from Nightmares

Con The Damned Things
- 2010: Ironiclast